# 区委书记
区委书记是中国共产党区委员会的书记，是一个市辖区中权力最高的领导人。在越南，类似的职务是郡委書記，即各中央直辖市下辖郡的越南共产党地方组织负责人。

## 综述

### 中国
自1950年代起，中国共产党的地方组织从省、自治区、直辖市到地、县、乡镇各级党委以至党支部，都设置了“第一书记”（有的还有“第二书记”、“第三书记”等）的职务。其间，各级党委主要负责人都称第一书记，其他领导成员分别称第二书记、第三书记、书记等等。这种党内职务的设置，一直延续到1987年10月中共十三大才正式废止。
目前在中国，中国共产党区委书记是市辖区的第一领导人（文化大革命期间党政合一时期是革命委员会主任兼任），全称为：中国共产党某某市某某区委员会书记，如中国共产党北京市海淀区委员会书记。区委书记的级别参照本市辖区的行政级别确定，在直辖市为正地厅级，在副省级市为正局副厅级，在一般地级市为正县处级。

## 著名区委书记
- 余伟良（深圳市龙岗区）
- 杨湘洪（温州市鹿城区）
- 张治安（阜阳市颍泉区）